# 曾以鼎
曾以鼎（1892年1月19日—1957年11月2日）字省三，祖籍福建省长乐县感恩村，生于福建省闽县（今福州市），中华民国海军中将，中国人民解放军海军司令部研究委员会主任。

## 生平
1892年1月19日（农历十二月二十日），曾以鼎生于福州市东街孝义巷口东侧“五子登科”曾宅。其家族被称为“鄂里曾”。清朝光绪三十二年（1906年），自烟台水师学堂毕业。后留学英国。回国后，担任“应瑞”练习舰教练官，后升任“江利”舰舰长。民国11年（1922年），率舰参加第一次直奉战争，直系获胜，升为“永健”舰舰长。民国12年（1923年），在“安福系”（主要是曾以鼎的胞兄曾毓隽）策动的海军“沪队独立”中，曾以鼎离开“永健”舰，投靠皖系，并且拉海军倒戈反对直系，组成以林建章为首的海军领袖处，曾以鼎任参谋长。民国13年（1924年）11月，段祺瑞临时政府时期，曾以鼎出任“海容”舰舰长。
民国16年（1927年），海军归附国民革命军，曾以鼎率领“海容”舰进攻北洋军阀，多次立下战功。民国17年（1928年）5月，升任鱼雷游击舰队司令，授少将衔。民国18年（1929年）1月，升任海军第二舰队司令。民国20年（1931年），因功获授“三等宝鼎”勋章。
1937年七七事变前，曾以鼎暂居福州文儒坊陈承裘故居花厅。1937年7月七七事变发生，抗日战争全面爆发。此后曾以鼎率中央海军第二舰队到长江中下游抗击日军侵略。在中国海军与日本海军1比20的劣势下，至1938年7月，曾以鼎率第二舰队沉塞江阴，当时第二舰队15艘炮舰仅余8艘，4艘鱼雷艇仅余1艘（同期陈季良率领的第一舰队13艘大军舰至1938年10月仅余2艘）。
抗日战争初期，海军布防江阴，曾以鼎奉命率领“楚有”舰从南京驶抵江阴，出任江阴江防副总司令，设立多个江岸炮台。炮台击沉日舰1艘，击伤敌舰多艘。1937年12月13日，中国首都南京被日军攻占。随后，日军西进武汉。1938年初，曾以鼎来到九江前线指挥马当区、湖口区炮队及布雷队工作，指挥在湖口、马当、田家镇、葛店等地兴建临时炮台，并且调来海军陆战队4个团协防长江南岸。1938年6月间，日本陆军、海军、空军分三路西进，其中江南一路为主攻方向，同曾以鼎领导的海军部队战斗。1938年冬，中国开始实施宜昌堵塞计划，基地设于宜昌上游的庙河，曾以鼎负责防守川江咽喉，保卫三峡要塞下游，指挥洞庭湖警备区。
民国28年（1939年）1月5日，海军在长沙举行“表彰庆功大会”。大会期间，海军总司令陈绍宽上将拟定呈文上报蒋介石，申请褒奖有功将士，呈文中称：“海军少将第二舰队司令曾以鼎，自抗战以来，率舰队、炮队、雷队，先后在江阴及长江一带，担任江防，努力抗战，著有功绩。现仍率部队在荆河布防。”民国28年（1939年）1月，曾以鼎以“领导抗战”记功一次。继任长江上游江防副总司令，授中将衔。后任海军总司令部参谋长。民国34年（1945年）抗日战争胜利，国民政府军事委员会派曾以鼎任海军总接收员，主办接收日伪海军的工作。同年12月，国民政府军政部撤销海军总司令部，陈诚武装接管了海军总司令部，海军总司令陈绍宽去职回福建隐居，海军参谋长曾以鼎亦去职寓居上海。中国人民解放军发动上海战役前夕，曾以鼎拒绝赴台湾。
第二次国共内战时期，曾以鼎在上海湖南路的寓所是姚依林从事中共地下工作时的隐蔽处。曾姚两家有两代交往。姚依林的两位叔父姚震、姚国桢与曾以鼎的胞兄曾毓隽都属于段祺瑞的“安福系”。
1949年4月23日，中国人民解放军华东军区海军成立，张爱萍任司令兼政委，林遵任第一副司令。华东军区海军党委决定，吸收原国民党海军人员参加人民海军建设，并从中挑选部分高级人员组成华东军区海军司令部研究委员会。曾以鼎任主任，郭寿生、金声任副主任。
中华人民共和国成立后，1950年4月14日，中国人民解放军海军领导机关在北京成立，海军司令员萧劲光随即派海军副政委兼政治部主任刘道生到南京接华东军区海军司令部研究委员会赴北京，华东军区海军司令部研究委员会从此更名为“海军司令部研究委员会”，曾以鼎任海军司令部研究委员会主任。
1957年11月2日，曾以鼎因患病毒性肺炎在北京中国人民解放军海军总医院病逝。随后被追认为革命烈士，安葬于北京八宝山革命公墓。

## 家庭
- 高祖父：曾晖春，清朝进士，林则徐的表哥。曾晖春胞弟的后裔中有曾克沂，曾任考试院委员、全国侨务委员会秘书长[1]。
- 曾祖父：曾元炳，清朝进士[1]。
- 祖父：曾兆鳌，清朝进士[1]。
- 父：曾宗诚，清朝举人，“近代中国陆军之父”曾宗彦翰林的胞弟[1]。
- 胞兄：曾毓隽，北洋政府交通总长、段祺瑞临时政府总参议，中华人民共和国中央文史研究馆馆员[1]。
- 第一任妻子：张氏，福州人，有三兄一弟（长兄张则哲在中华民国时期长期任曾以鼎的副官。小弟为中国科学院院士张钰哲），无姊妹。张氏逝世很早，曾以鼎为其墓设有福建惠安蒋源成石雕。抗日战争期间，日军毁灭了张氏在上海郊区的这处坟墓[1]。
  - 子：曾克京，张氏生，是曾以鼎的独子[1]。1940年代西南联大电机系毕业。
- 第二任妻子：是张学良夫人赵一荻（赵四小姐）的表妹。曾以鼎逝世后，她的生活获得了人民政府照顾，一直定居北京。她无子女[1]。